# György Deák-Bárdos
György Deák–Bárdos (ur. 5 czerwca 1905 w Budapeszcie, zm. 14 sierpnia 1991 tamże) – węgierski kompozytor i chórmistrz, autor m.in. utworu Eli, eli na chór mieszany, który skomponował w 1933 r. z okazji 1900. rocznicy śmierci Jezusa Chrystusa. Utwór ten jest częścią cyklu utworów sakralnych o tytule Parasceve Suite (Suita na przygotowanie się do święta), skomponowanych do wybranych tekstów z Ewangelii Mateusza i Jana.
Twórczość muzyczna: 
- 70 kantat i liturgicznych części zmiennych (w tym Introitus, Graduale, Offertorium, Communio)
- 10 mszy: Missa Cantata, Msza do Św. Imre
- zbiory muzyki chóralnej: Pastoral, Parasceve, Rosarium, Słów anioła, Małe Narodziny, Węgierska Wielkanoc, Do Cecylii
- motety: Do krzyża, Confirma hoc,  madrygale
- opracowania pieśni ludowych
- piosenki
- utwory na organy